# Фредерик Хаус
Фредерик Хаус (енгл. Frederick House; Килин, 4. јануар 1978) је бивши амерички кошаркаш.

## Кошаркашка каријера

### Средња школа и колеџ
Одиграо је две сезоне на Дикси колеџу у Јути а затим се пребацио на универзитет Јужна Јута. Два пута је био изабран у најбољи тим своје конференције. Био је уврштен у тим региона и најбољи тим целе Америке када је био на трећој години колеџа. На последњој години био је стартер на 31. утакмици и био најбољи стрелац свог тима на 15 утакмица. Бележио је просечно 17,8 поена и 5,9 скока. Био је пети у држави по броју украдених лопти са просеком од 3 украдене лопте по једном мечу. Хаус је проглашен за најкориснијег играча Мид-континент турнира, пошто је на 3 утакмице убацио укупно 66 поена. Постигао је 21 поен против колеџа Бостон на NCAA турниру. Док је био на трећој години предводио је свој тим у броју постигнутих поена (14,8 по утакмици) и броју скокова (5,9 по утакмици). Био је четврти у држави по броју украдених лопти (3,4 по утакмици). Са 98 украдених лопти у једној сезони поставио је рекорд своје школе. Био је најбољи стрелац свог тима на 11 утакмица, најбољи скакач на 13, имао је највише блокада на 10 и највише украдених лопти на 14 утакмица.

### Професионална каријера
Сезону 2001/02. провео је у Норт Чарлтон лоугејторсима у развојној лиги, где је проглашен за најбољег новајлију године. Тренер му је био садашњи директор за развој играча Атланта хокса, Алекс Инглиш. Хаус је у сезони бележио 13,4 поена и 4,5 скока (45,8% за 2 поена и 74,4% са линије за слободна бацања). Био је стартер на 56 утакмица и помогао свом тиму да дође до најбољег скора сезоне 36-20. Након тога је играо за екипу Адирондак вајлдкетса у америчкој пролећној лиги УСБЛ (енгл. USBL).
У сезони 2002/03. Хаус је отпочео своју европску каријеру. Након пробе потписао је уговор са бившим прваком Европе, Партизаном из Београда. У новембру 2003. постигао је 39 поена у победи против Цибоне, што му је рекорд каријере у Евролиги. У Партизану је остао две сезоне и освојио две титуле првака државе. У сезони 2003/04. био је први по броју украдених лопти у Евролиги са 3,3 украдене лопте по утакмици.
Након Партизана прелази у Лијетувос ритас. У Литванији је одиграо две сезоне и за то време освојио УЛЕБ Куп, Првенство Литваније и Балтичку лигу. За сезону 2006/07. потписао је уговор са шпанском Таукерамиком. Са њима је стигао до фајнл фора Евролиге и освојио Суперкуп Шпаније.
За сезону 2007/08. остаје у Шпанији али прелази у екипу Памеса Валенсије. Након Валенсије прешао је у Локомотиву Ростов где је играо у сезони 2008/09. Од 2009. до 2011. наступао је за украјински Азовмаш. Са њима је освојио Првенство Украјине у сезони 2009/10. Сезону 2011/12. је почео у екипи Дњепра али је због проблема са повредом раскинуо уговор већ у децембру 2011.
За сезону 2012/13. се вратио у Америку и наступао у развојној лиги за екипу Тексас леџендса. Сезону 2013/14. је провео на Косову наступајући за екипу Пећи.

#### Најбољи учинци у Евролиги
- Индекс корисности 40 (енгл. Fred House; Партизан-Цибона) - 27.новембра 2003. године
- 39 постигнутих поена (Партизан-Цибона) - 27. новембра 2003. године
- 6 скока у нападу (АЕК-Партизан) - 18. децембар 2003. године
- 7скока у одбрани (Лотоматика-Партизан) - 20. новембар 2003. године
- 10 скока на утакмици (По Ортез-Тау Виторија) - 22. фебруар 2007. године
- 4 асистенције (Тау Виторија-Келн - 3. јануар 2007. године
- 9 украдених лопти (Партизан-Барселона) - 12. новембар 2003. године
- 2 блокаде (Лијетувос ритас-Тау Виторија) - 22. март 2006. године
- 40 одиграних минута (KK Лијетувос ритас-Брозе Баскетс) - 1. март 2006. године

## Успеси

### Клупски
- Партизан:
  - Првенство СР Југославије (1): 2002/03.
  - Првенство Србије и Црне горе (1): 2003/04.
- Лијетувос ритас:
  - УЛЕБ Куп (1): 2004/05.
  - Првенство Литваније (1): 2005/06.
  - Балтичка лига (1): 2005/06.
- Таукерамика:
  - Суперкуп Шпаније (1): 2006.
- Азовмаш:
  - Првенство Украјине (1): 2009/10.

### Појединачни
- Најбољи новајлија НБА развојне лиге (1): 2001/02
- Ол-стар утакмица Балтичке лиге (1): 2006.